# Інес Мілголланд
Інес Мілголланд Бойссейн (англ. Inez Milholland Boissevain; 6 серпня 1886 — 25 листопада 1916) — провідна американська суфражистка, юристка і борчиня за мир. З часів навчання в коледжі Вассар агресивно виступала за права жінок як головне питання широкого соціалістичного порядку денного. У 1913 верхи на коні очолила драматичну процесію жіночого виборчого права напередодні інавгурації президента Вудро Вільсона. Також була юристкою із трудових відносин, військовою кореспонденткою, високопоставленою новою жінкою того часу з її авангардним способом життя та вірою у вільне кохання. 

## Раннє життя
Інес Мілголланд народилася та виросла в Брукліні, штат Нью-Йорк, в заможній родині. Відома як Нен, вона була старшою донькою Джона Елмера Мілголланда та Джин Мілголланд, до шлюбу Торрі. У неї була сестра Віда та брат Джон (Джек). Її батько був репортером New York Tribune і автором редакційних статей, а згодом очолив бізнес з виготовлення пневматичних трубок, який забезпечив родині привілейоване життя як у Нью-Йорку, так і в Лондоні. У Лондоні Інес познайомилася з англійською суфражисткою Еммелін Панкгерст і була вражена нею. Батько Інес підтримувала багато реформ, серед яких мир у всьому світі, громадянські права та виборче право жінок. Мати Інес наражала дітей на культурну та інтелектуальну стимуляцію. Інес Мілголланд проводила літо на родинній землі в Льюїсі, графство Ессекс, Нью-Йорк; нині ця власність є музичною школою Медоумаунт.

## Освіта та феміністська діяльність
Інес Мілголланд здобула ранню освіту в школі Комсток у Нью-Йорку та Кенсінгтонській середній школі в Лондоні. Після закінчення школи вона вирішила вступити до Вассарського університету, але коли коледж не прийняв її атестат, вона вступила до школи Віллард для дівчат у Берліні.
Будучи студенткою, була відома як активна радикалка. Під час відвідування коледжу Вассар її одного разу відсторонили від навчання за організацію зустрічі з прав жінок. Президент Вассара заборонив зібрання щодо виборчого права, але Мілголланд та інші проводили регулярні «заняття» з питання разом із великими протестами та петиціями. Зневажаючи заборону виборчих зборів університетського містечка, вона скликала їх на кладовищі через дорогу. Інес Мілголланд започаткувала рух за жіноче виборче право у Вассарі, набрала дві третини студенток і навчала їх принципам соціалізму. Мілголланд була президенткою Міжвузівського соціалістичного товариства університетського містечка, де на той час переважали жінки, що відображало їхнє ототожнення з пригнобленими. Для Мілголланд соціалізм був «життєво важливим засобом виправлення жахливого зла під сонцем».
З радикальною групою, яку вона зібрала навколо себе, Мілголланд відвідувала соціалістичні збори в Покіпсі, які були під забороною факультету. Спортивна молода жінка, вона була капітанкою хокейної команди та членом легкої команди 1909 року; вона також встановила рекорд у баскетбольному кидку. Мілголланд брала участь у студентських постановках, Клубі актуальних тем, Німецькому клубі та дебатній команді.
Після закінчення Вассара в 1909 році Мілголланд намагалася вступити до Єльського університету, Гарвардського університету та Кембриджського університету з метою вивчення права, але їй відмовили через стать. Нарешті Інес Мілголланд вступила до Школи права Нью-Йоркського університету, де здобула бакалаврський з права в 1912 р.

## Кар'єра

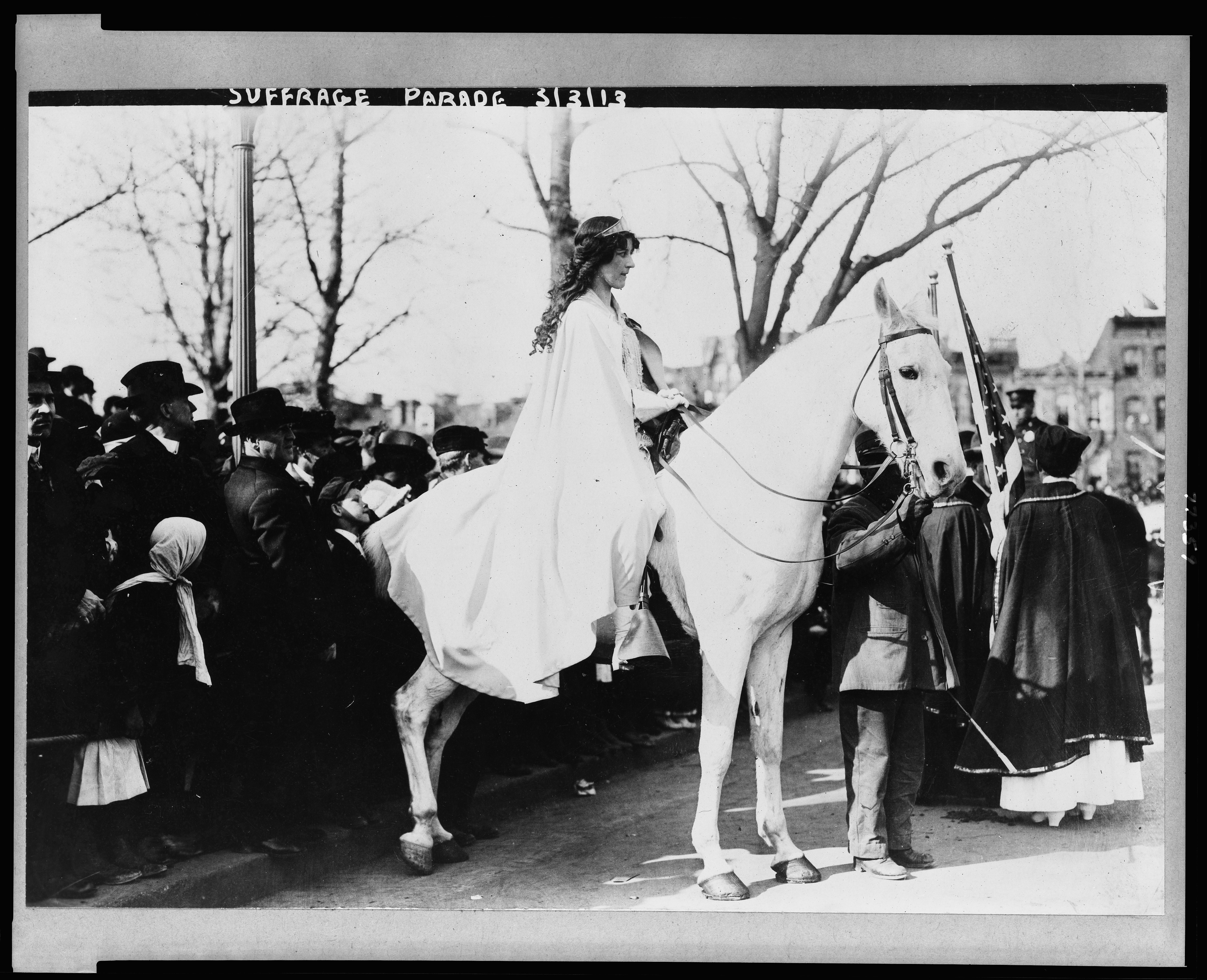
Інес Мілголланд верхи на коні очолила процесію виборчинь 3 березня 1913 року у Вашингтоні, округ Колумбія. Вона була відома як «найкрасивіша суфражистка».

Цілі Інес Мілголланд були далекосяжними. Вона не лише цікавилася тюремною реформою, але й прагнула миру у всьому світі та працювала за рівність для афроамериканців та афромамериканок. Інес Мілголланд входила до NAACP, Жіночої профспілкової ліги, Ліги рівності самозабезпечених жінок у Нью-Йорку (Жіночий політичний союз), Національного комітету з питань дитячої праці та Фабіанського товариства Англії. Вона брала участь у Національній американській жіночій асоціації виборчинь, яка згодом розгалужилася на масову радикальну Національну жіночу партію. Вона стала лідеркою і популярною спікеркою передвиборної кампанії НЖП, тісно співпрацюючи з Еліс Пол і Люсі Бернс.

### Юристка
Пізніше Інес Мілголланд була прийнята до колегії адвокатів і приєдналася до нью-йоркської юридичної фірми Osborne, Lamb, and Garvan, яка розглядала кримінальні справи та справи про розлучення. Під час одного з її перших завдань її відправили досліджувати умови у в'язниці Сінг-Сінг. У той час контакти жінок із ув'язненими чоловіками не сприймалися, але Мілголланд наполягала на особистій розмові з ув'язненими, щоб дізнатися про жахливі умови. Крім того, вона хотіла побачити, як це бути ув'язненою, тож її прикували до одного з них наручниками.

### Суфражистка
7 травня 1911 року Інес Мілголланд виступила на своєму першому виборчому параді. Вона тримала табличку з написом: «Вперед, з помилки,/Залиште позаду ніч,/Вперед крізь темряву,/Вперед до світла!». Мілголланд швидко стала обличчям суфражистського руху. The New York Sun заявила, що «жоден парад виборчих прав не обходиться без Інес Мілголланд». У 1911, 1912 та 1913 роках лідерка суфражисток Гарріот Ітон Стентон Блатч доручила Мілголланд очолити паради 1911, 1912, 1913 років. 3 березня 1913 року, за день до інавгурації президента Вудро Вільсона, 26-річна Мілголланд зробила свій незабутній виступ у ході жіночого виборчого права у Вашингтоні, округ Колумбія, який вона допомогла організувати. Лідерка суфражисток Еліса Пол поставила її на чолі параду у короні та довгому білому плащі верхи на великому білому коні на прізвисько «Сірий світанок». Коні стали дуже поширеним методом поширення інформації про рух за виборче право, і інші суфражистки, такі як Клейборн Кетлін Елліман, їздили верхи, щоб привернути увагу до руху.
Мілхолланд вважала, що жінки повинні мати право голосу через риси, які притаманні тільки жінкам. Вона стверджувала, що жінки метафорично стануть «прибиральницями нації». Вона вважала, що голоси жінок можуть усунути соціальні проблеми, такі як потогінні цехи, багатоквартирні будинки, проституція, голод, бідність і дитяча смертність. Вона сказала чоловікам, що вони не повинні турбуватися про жінок у своєму житті, оскільки вони поширюють свої священні права та обов'язки на всю країну, а не всередині дому. Незважаючи на те, що вона говорила про ці проблеми, Мілголланд завжди була розчарована тим, що вона більше відома своєю зовнішністю, ніж розумом.
Заключними словами її останньої промови про виборче право були: «Пане Президенте, як довго жінки повинні чекати на свободу?».

### Пацифістка

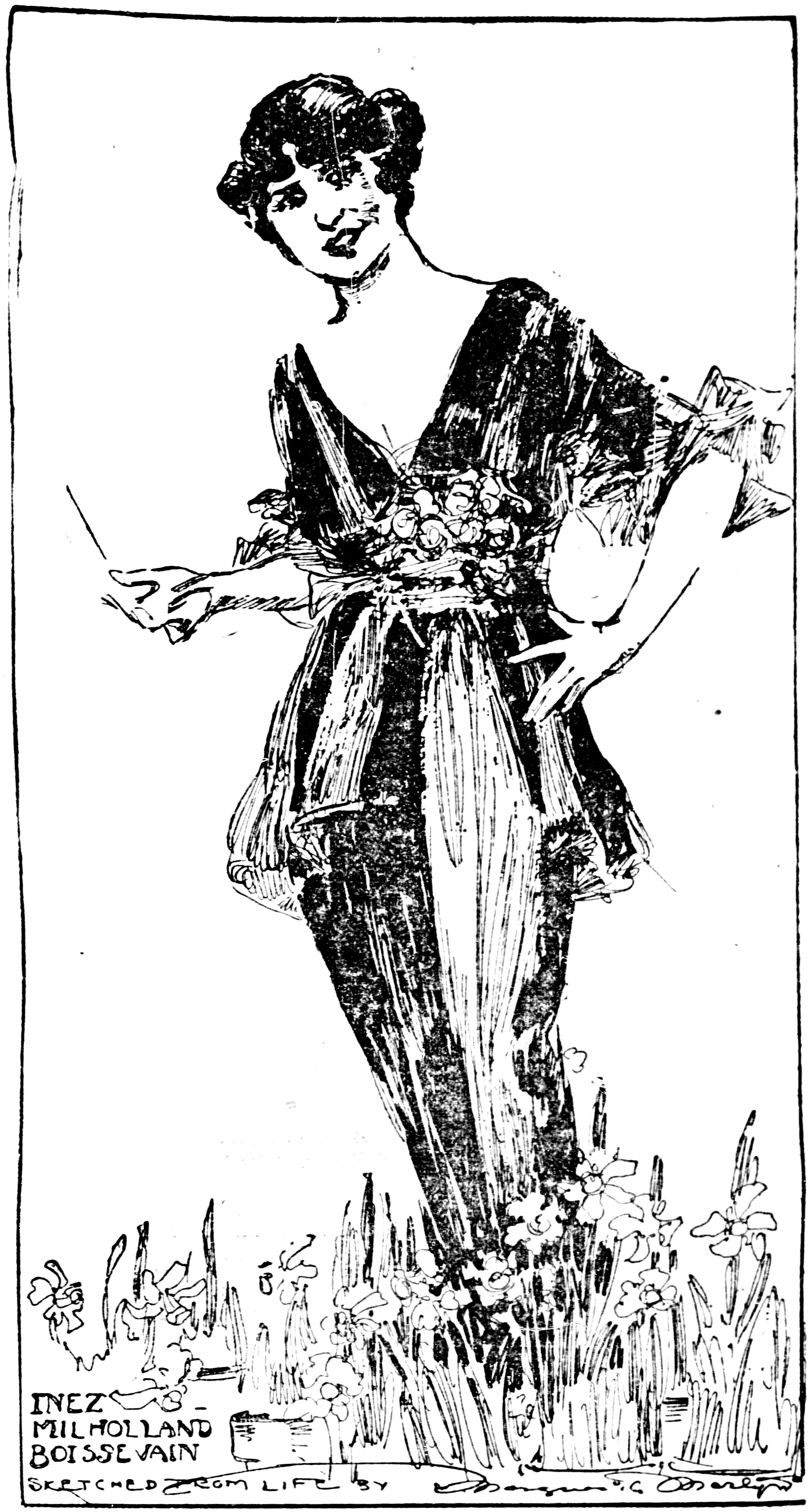
Начерк Маргеріт Мартін із St. Louis Post-Dispatch, 1914 рік

На початку Першої світової війни Інес Мілголланд вирушила за кордон до Італії, незабаром після того, як RMS Lusitania була торпедована німецьким підводним човном. Після прибуття капітан повідомив Мілголланд, що за ними через океан слідує німецький підводний човен. З цією інформацією вона почала писати для Tribune і стала військовою кореспонденткою. Мілголланд працювала над тим, щоб їй дозволили відвідувати лінію фронту під час війни, оскільки вона продовжувала писати антивоєнні статті, що призвело до її осуду італійським урядом, який заборонив їй в'їзд в країну.
Після повернення з Італії Мілголланд страждала від нападів депресії. Вона відчувала, що її не пускають на фронт тому, що вона жінка, а не тому, що вона пацифістка. Вона відчувала, ніби повернулася невдахою.
Інес Мілголланд також була провідною фігурою в нещасливій експедиції Генрі Форда «Корабль миру» наприкінці 1915 року, яка пливла через Атлантику з командою пацифістських активістів, які сподівалися дати поштовх до врегулювання Першої світової війни шляхом переговорів. Однак вона покинула корабель у Стокгольмі, оскільки поїздка була неорганізованою, а між пасажирами виникли розбіжності.

## Особисте життя

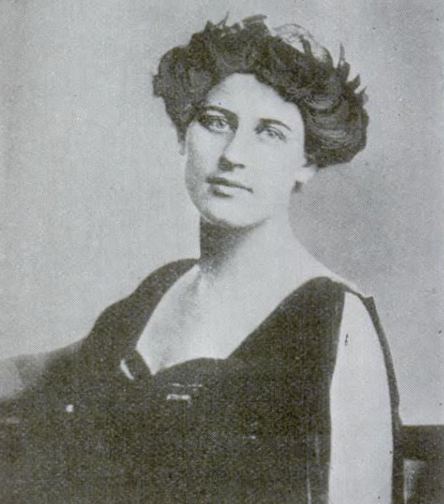
Мілголланд в 1916 році

Інес Мілхолланд стала класичною новою жінкою початку ХХ століття. Їй подобалися нові танцювальні манії «Турча рись» і «Грізлі», подорожувати Парижем і купувати паризькі сукні от кутюр. Крім того, її погляди щодо сексу віддзеркалювали погляди Нової жінки.
До осені 1909 року Інес Мілголланд і Макс Істмен стали висхідними радикальними зірками завдяки своїй гарній зовнішності. Інес знала Макса через його сестру, Крістал Істман, з якою познайомилася на соціалістичних і суфражистських мітингах. Інес сказала Максу, що кохає його, і намагалася переконати його втекти з нею. Коли він нарешті відповів їй взаємністю і погодився на шлюб, стосунки розпалися. Вони обоє зрозуміли, що не можуть бути коханцями, але залишилися близькими друзями на все життя.
Невдовзі почала зустрічатися з письменником Джоном Фоксом-молодшим. Вона сказала, що кохає його. Коли він сказав їй те ж саме пізніше, вона вже не була зацікавлена.

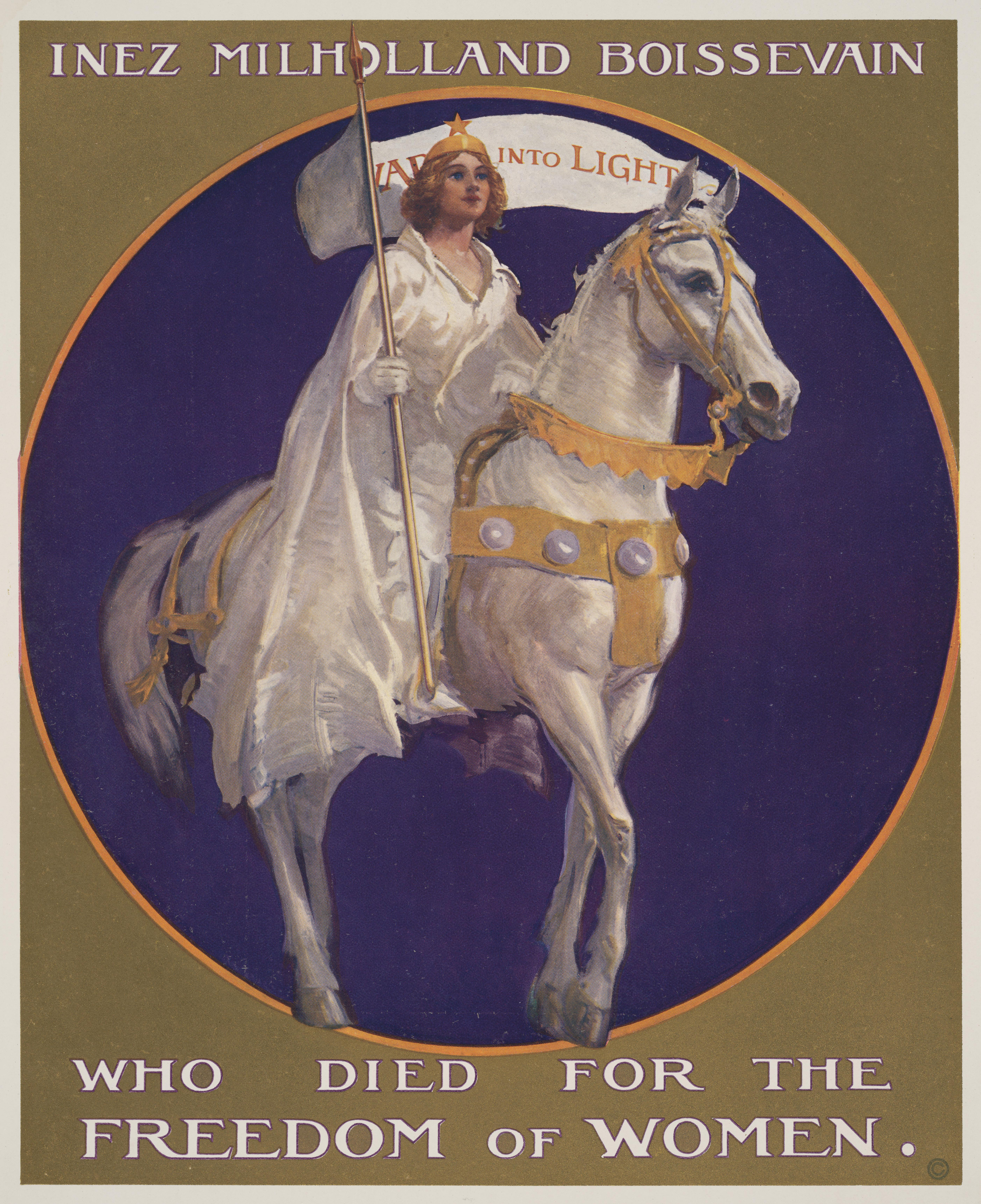
Виборчий плакат із зображенням Мілголланд Буассейна в костюмі для параду суфражисток 3 березня 1913 року у Вашингтоні, округ Колумбія

У липні 1913 року під час круїзу до Лондона Мілголланд запропонувала побратися голландцю Ойгену Яну Бойссейну, якого вона знала близько місяця. Вони одружилися 14 липня в офісі загсу Кенсінгтона, якомога швидше після прибуття в Лондон, не консультуючись з родинами. Джон Мілголланд був у той час у Нью-Йорку і дізнався про весілля з преси. Джон наполягав, щоб вони знову одружилися в церкві, але Інес відмовилася. Ускладнення виникло, коли пара повернулася до Нью-Йорка з Лондона. Мілголланд більше не була американською громадянкою, оскільки Закон про експатріацію 1907 року передбачав, що якщо американка одружується з неамериканцем, вона приймає громадянство свого чоловіка.
Після одруження Мілхолланд не припинила фліртувати з чоловіками і часто писала Буасевену, щоб розповісти йому про це. Хоча Мілголланд обожнювала дітей, власних пара не мала.

## Смерть
Померла від перніціозної анемії під час виступу, подорожуючи проти порад лікаря.

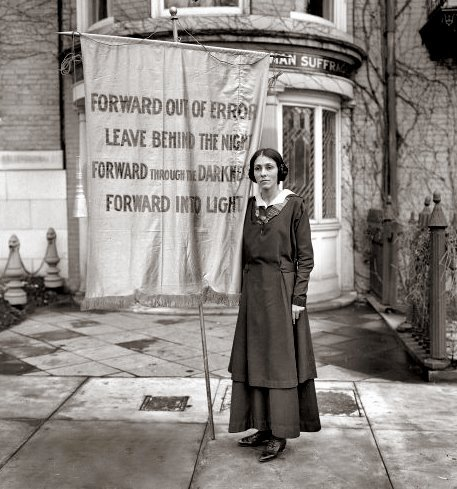
Прапор на меморіальній службі Мілхолланд в 1916 році

У 1916 році вона вирушила в тур по Заходу, виступаючи за права жінок у складі Національної жіночої партії. Вона здійснила тур попри те, що страждала від злоякісної анемії та попри застереження родини, стурбованої погіршенням її здоров'я. 22 жовтня 1916 року вона знепритомніла під час виступу в Лос-Анджелесі, штат Каліфорнія, у Бланчард-Голлі, і її терміново доправили до лікарні Доброго Самарянина. Незважаючи на неодноразові переливання крові, вона померла 25 листопада 1916 року.

## Спадщина

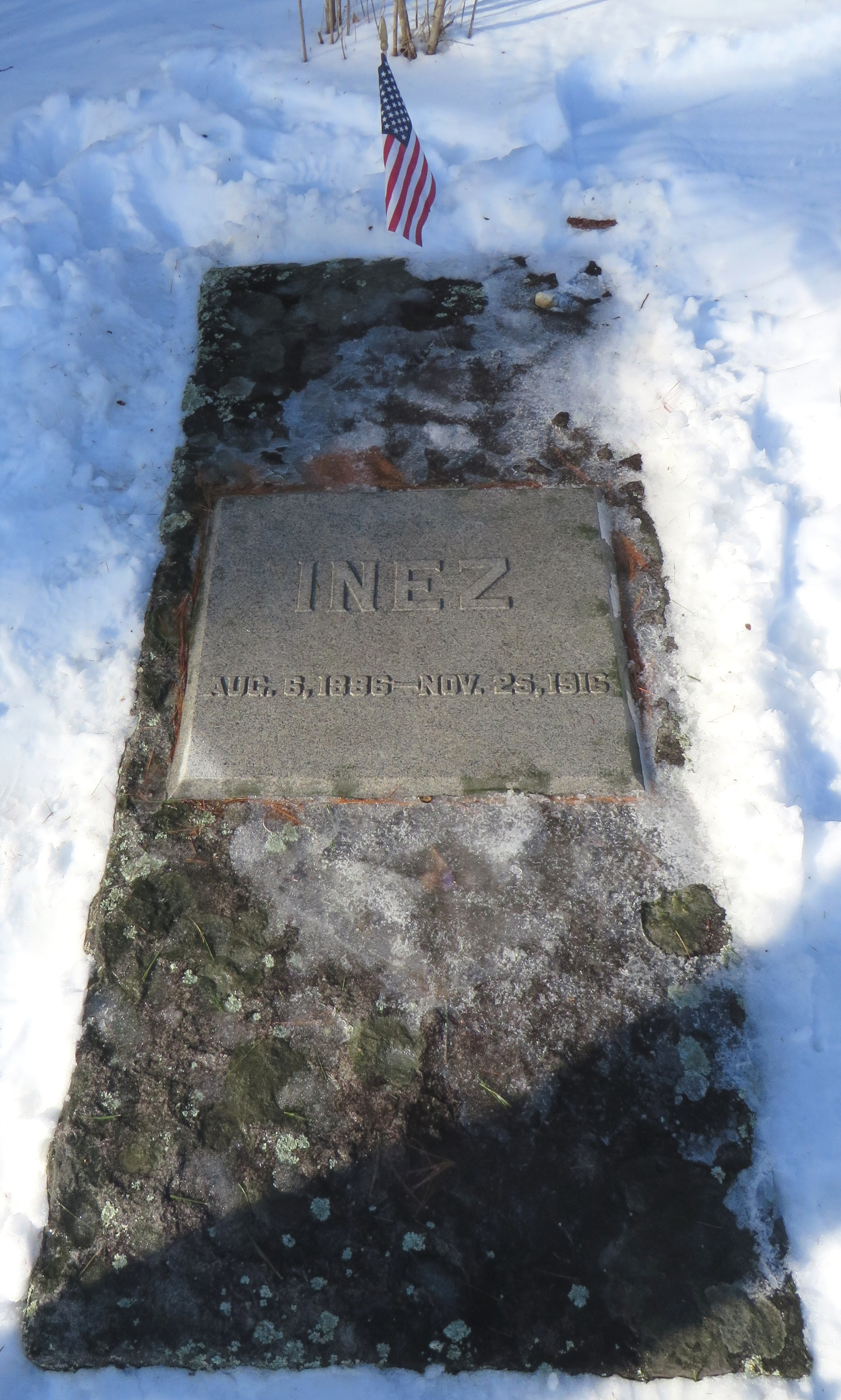
Могила Інес Мілголланд на кладовищі Льюїса, Льюїс, Нью-Йорк, 2018 рік

Після смерті Інес Мілголланд її сестра Віда Мілголланд присвятила свій час роботі з виборців, включаючи три дні ув'язнення в 1917 році.
Гору Діскавері в Адірондаках перейменували на честь Інес Мілголланд.
Карл Сендбург написав вірш про Інес Мілголланд під назвою «Повторення», який міститься в томі «Кукурудзяні лущилки» 1918 року. Една Сент-Вінсент Міллей, яка в 1923 році одружилася з удівцем Мілголланд Еженом Бойссейном, написала вірш «Інес Мілголланд», який увійшов до її збірки «Бак у снігу» 1928 року.
Джулія Ормонд втілила Інес Мілголланд у фільмі «Янголи із залізною щелепою» 2004 року. Філліпа Су зіграла Інес Мілголланд у оф-бродвейському мюзиклі Suffs 2022 року.
На її честь було названо посаду професора громадянських свобод Інес Мілголланд у Школі права Нью-Йоркського університету, яку зайняв Берт Нейборн.